# Lesja Curenko
Lesja Viktorivna Curenko, accreditata come Lesia Tsurenko dalla WTA (in ucraino Леся Вікторівна Цуренко?; Volodymyrec', 30 maggio 1989), è una tennista ucraina.
In carriera si è aggiudicata quattro titoli WTA vincendone uno per stagione dal 2015 al 2018. Ha raggiunto un quarto di finale agli US Open 2018; ciò le ha permesso di salire fino alla posizione nº 23 del ranking nel mese di febbraio 2019. In doppio ha raggiunto la posizione nº 115 nel maggio 2018.

## Carriera

### 2013: prima semifinale WTA

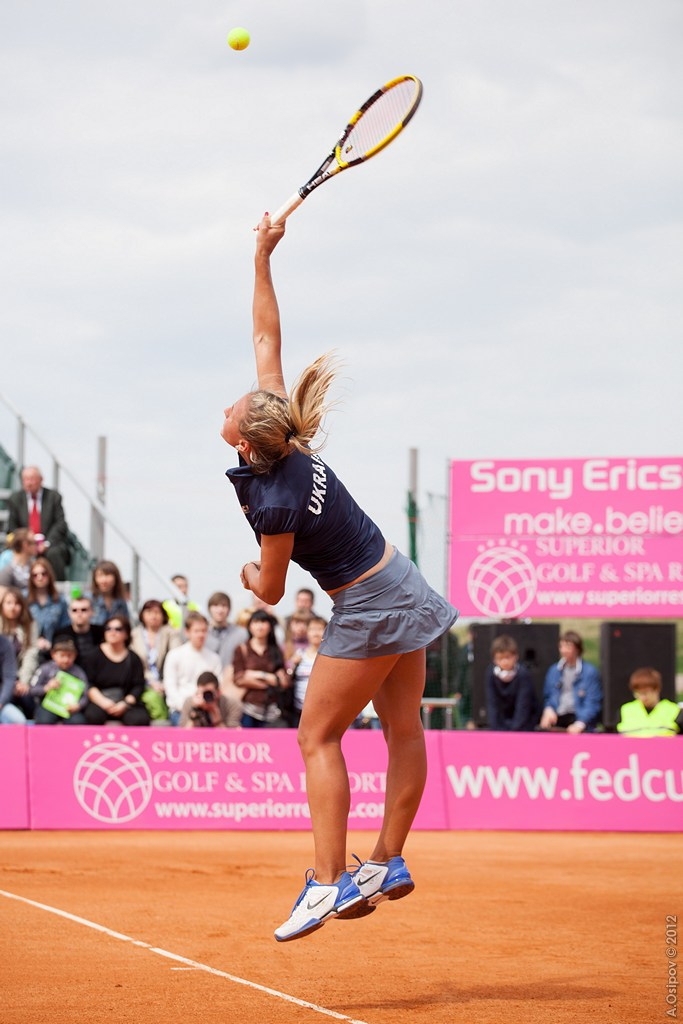
Curenko nel 2012 in Fed Cup

Nel 2013 raggiunge la prima semifinale a livello WTA a Brisbane. Ripescata come lucky loser grazie al ritiro di Marija Šarapova, batte al secondo turno la wild card australiana Jarmila Gajdošová. Nei quarti elimina in due set la slovacca Daniela Hantuchová. In semifinale viene sconfitta in tre combattuti set dalla russa Anastasija Pavljučenkova.
Grazie a questo risultato si posiziona 85ª. All'Australian Open 2013 accede al tabellone principale battendo nelle qualificazioni l'americana Bethanie Mattek-Sands, la connazionale Maryna Zanevs'ka e la turca Çağla Büyükakçay. Al primo turno si prende la rivincita sulla Pavljučenkova e al secondo batte la qualificata russa Dar'ja Gavrilova. Viene battuta poi da Caroline Wozniacki al terzo turno. Partecipa a marzo al U.S. National Indoor Tennis Championships 2013 e batte al primo turno la qualificata Maria Sanchez. Al secondo turno gioca alla pari contro la testa di serie numero uno Kirsten Flipkens ma deve cedere con il punteggio di 7-5, 3-6, 6-3. Al BNP Paribas Open riesce ad accedere al tabellone principale battendo nelle qualificazioni Yi-Miao Zhou e Nina Bratčikova. Al primo turno liquida Ayumi Morita e al secondo turno elimina Jaroslava Švedova. Nei sedicesimi deve arrendersi alla ceca Petra Kvitová.
Nel seguente Premier americano, il Sony Ericsson Open, termina la sua strada al primo turno in favore della giocatrice del Taipei Hsieh Su-wei. Ritorna a giocare verso la fine di aprile all'Estoril Open e, a causa della sua classifica, parte dalle qualificazioni. Al primo turno batte Sofia Araujo, mentre al turno successivo cede alla colombiana Catalina Castaño. Al Mutua Madrid Open riesce a superare le qualificazioni battendo Mallory Burdette e Stefanie Vögele. Al primo turno nel tabellone principale perde abbastanza facilmente contro Dominika Cibulková. Anche agli Internazionali BNL d'Italia supera le qualificazioni battendo Mariana Duque Mariño e María Teresa Torró Flor. Anche in questa circostanza perde al primo turno, questa volta per mano di Varvara Lepchenko. Al Brussels Open termina subito la sua avventura, venendo eliminata all'esordio da Jana Čepelová in tre set combattutissimi.
Al Roland Garros trova ancora Dominika Cibulková nella sua strada e deve cedere ancora una volta alla slovacca. Partecipa in seguito all'AEGON Classic dove l'americana Madison Keys la batte al primo turno al tie-break del terzo set. Al TOPSHELF Open 2013 batte al primo delle qualificazioni Alison Van Uytvanck, ma cede al secondo da Andrea Hlaváčková. Viene comunque ripescata e usufruisce al primo turno del ritiro di Daniela Hantuchová ed elimina al secondo turno Stefanie Vögele. Nei quarti di finale viene superata dalla rumena Simona Halep, poi vincitrice del torneo. Al Torneo di Wimbledon batte all'esordio la spagnola Lara Arruabarrena, ma al secondo turno cede alla qualificata Eva Birnerová. Conclude l'anno tra le prime sessanta giocatrici del mondo (60ª posizione).

### 2014: crisi

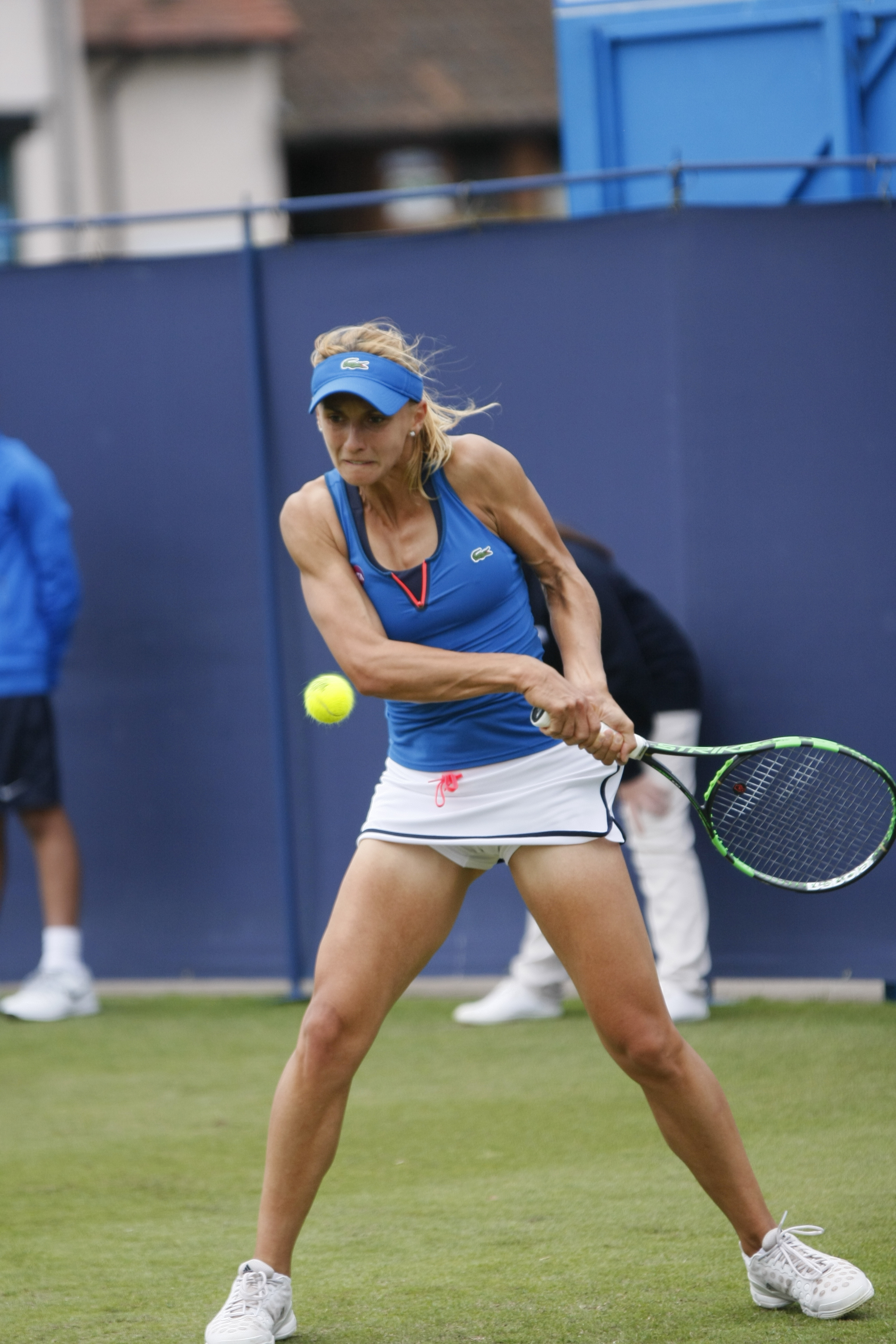
Lesja nel 2015

Dopo avere affrontato un brutto periodo, perdurato per tutta la prima parte della stagione, che l'ha anche portata a rischio uscita dalle prime duecento posizioni, raggiunge il secondo turno a Wimbledon, perdendo contro Simona Halep, e la semifinale a Tashkent, sconfitta da Karin Knapp con un doppio 6-3.

### 2015: primo titolo WTA
Nel 2015, a Indian Wells, raggiunge sorprendentemente i quarti di finale battendo nell'ordine Annika Beck per 6-1 6-3, Andrea Petković per 6-3 4-6 6-4, Alizé Cornet per 7-5 1-6 6-2 ed Eugenie Bouchard per 6(5)-7 7-5 6-4. Ai quarti è costretta al ritiro contro Jelena Janković, nonostante la serba fosse comunque in netto vantaggio.
Nel mese di luglio trionfa al torneo di Istanbul, battendo nell'ordine Dar'ja Gavrilova per 7-6(2) 3-6 6-3, Daniela Hantuchová per 6-1 6-1, la connazionale Kateryna Bondarenko per 7-6(13) 7-5, Kirsten Flipkens per 6-4 6-2 e in finale Urszula Radwańska con il punteggio di 7-5 6-1, conquistando così il primo titolo WTA della sua carriera. Raggiunge la 47ª posizione del ranking, suo best ranking. Si qualifica per la Rogers Cup raggiunge i quarti di finale estromettendo Yanina Wickmayer, Garbiñe Muguruza e Carina Witthöft, per poi perdere contro Sara Errani. Prende parte come lucky loser al torneo di Connecticut eliminando nei quarti di finale Karolína Plíšková, mentre in semifinale viene fermata da Lucie Šafářová. Negli US Open si rifà sulla Šafářová, testa di serie numero 6, per poi arrendersi nel secondo turno a Varvara Lepchenko.

### 2016: secondo titolo WTA e ottavi di finale agli US Open

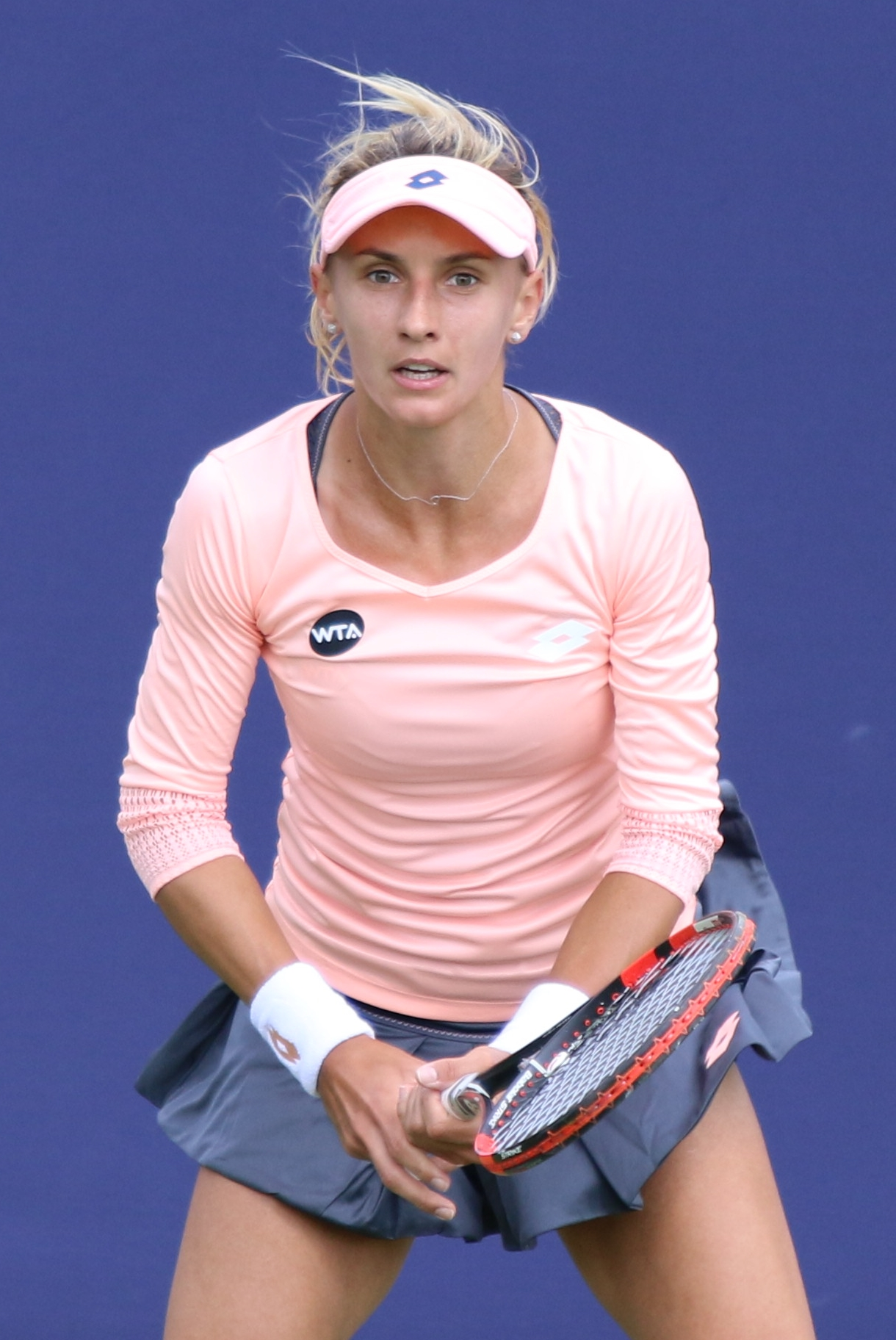
Lesja nel 2016

Dopo quattro sconfitte consecutive al primo turno nei tornei di Sydney, Australian Open, Dubai e Doha (rispettivamente contro Pironkova, Lepchenko, Mladenovic e Vinci), ottiene il primo risultato di rilievo ancora una volta ad Indian Wells, dove batte Tímea Babos e Sara Errani prima di perdere contro Kateryna Bondarenko per 3-6 6-4 7-6(7). A Miami viene estromessa al secondo turno da Ekaterina Makarova con il punteggio di 3-6 6-4 6-3. Esce all'esordio anche a Katowice e a Istanbul, mentre a Rabat è costretta al ritiro nel match di secondo turno contro Marina Eraković. A Madrid perde subito contro Pavljučenkova mentre a Roma sconfigge in tre set Julia Goerges prima di cedere a Timea Bacsinszky.
Per la prima volta in stagione raggiunge i quarti in un torneo WTA: tutto ciò accade a Norimberga, dove elimina la wild-card Mira Antonitsch e la slovena Polona Hercog, prima di ritirarsi contro Julia Goerges. Al Roland Garros e a Birmingham perde immediatamente, mentre a Eastbourne viene battuta al secondo turno da Johanna Konta per 7-6(4) 6-1. A Wimbledon viene superata al primo turno da Evgenija Rodina. A Cincinnati estromette Shuai Zhang con un duplice 6-3, mentre nel turno successivo viene demolita dall'elvetica Bacsinszky. Si ritira nell'ultimo turno di qualificazione di New Haven, mentre agli US Open per la prima volta in carriera arriva agli ottavi di finale in una prova del Grande Slam. In tale circostanza la tennista di Volodymyrets sconfigge Irina-Camelia Begu per 6-0 6-4), Yafan Wang per 7-5 6-3, Dominika Cibulková per 3-6 6-3 6-4 mentre al quarto turno si arrende a Roberta Vinci in due set.
A Guangzhou giunge per Curenko il secondo titolo WTA della carriera. Nel corso del torneo l'ucraina vince facile contro Junri Namigata e Nigina Abduraimova, mentre ai quarti batte in rimonta Alison Riske per 3-6 6-4 6-0. In semifinale estromette in due set Anett Kontaveit, mentre nell'ultimo atto trionfa contro Jelena Janković con lo score di 6-4 3-6 6-4. A fine anno raggiunge i quarti a Tashkent, dove si ritira contro Hibino e raggiunge il tabellone principale di Mosca, dove cede, per ritiro, a Julija Putinceva. Chiude l'annata al cinquantottesimo posto del ranking mondiale.

### 2017: terzo titolo WTA e Top 30

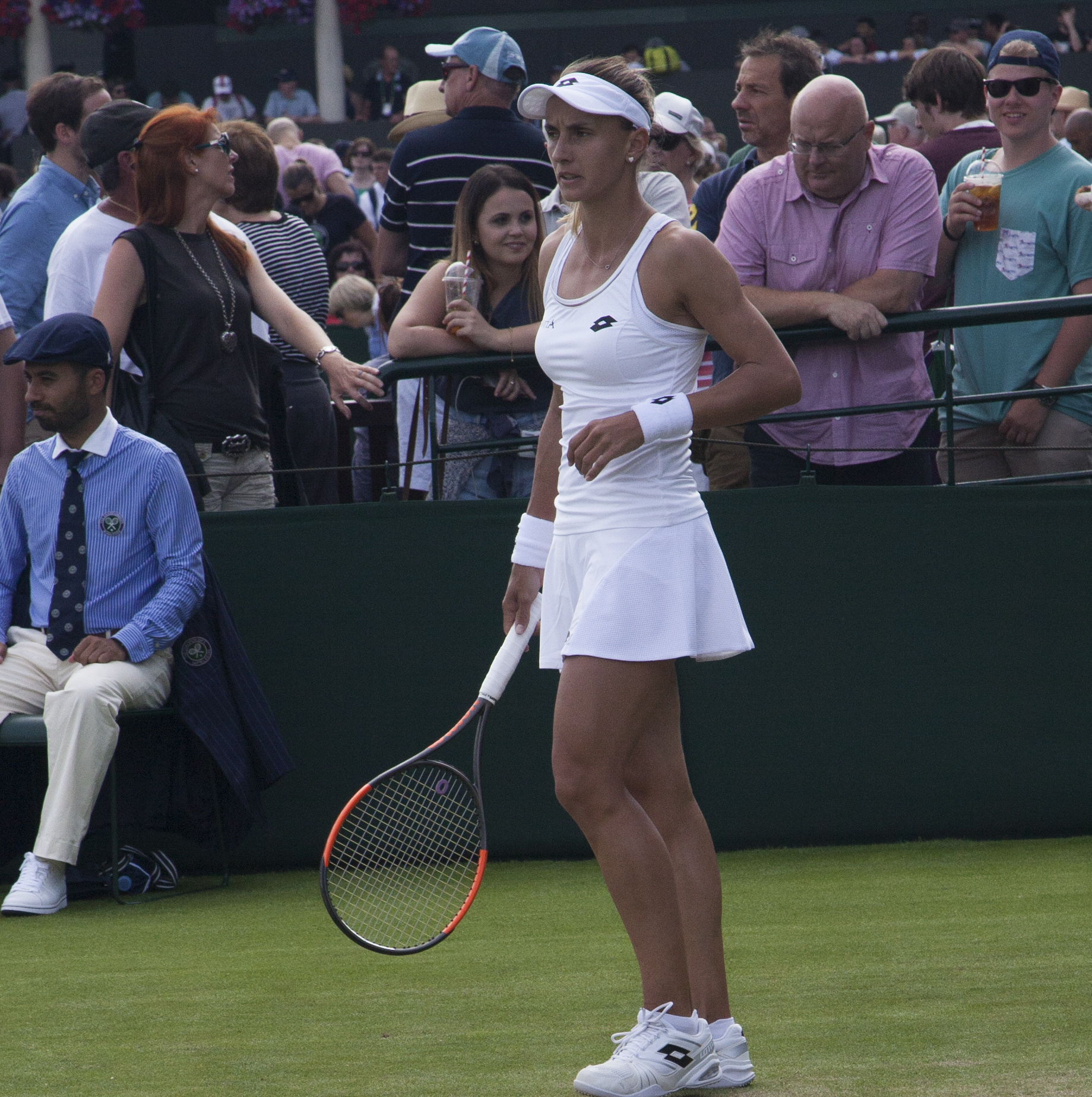
Lesja nel 2017

Il 2017 di Curenko parte a Hobart, dove raggiunge la semifinale, nella quale è costretta a dare forfait in favore di Monica Niculescu. Agli Australian Open perde subito per mano di Angelique Kerber, alla quale riesce a strappare comunque un set. In Fed Cup aiuta la sua Ucraina a vincere il play off per accedere al gruppo 1 grazie alla vittoria su Dar'ja Gavrilova in due set. Dopo un primo turno a Dubai vince il terzo titolo WTA in carriera ad Acapulco, dove batte in finale la testa di serie numero due Kristina Mladenovic per 6-1 7-5. Subito dopo non supera il primo turno né a Indian Wells né a Miami. Continua il periodo negativo caratterizzato da premature sconfitte ai tornei di Charleston, Praga e Madrid. Sconfigge invece la padrona di casa Deborah Chiesa agli Internazionali BNL d'Italia prima di cedere a Venus Williams al secondo turno. Prende quindi parte al secondo Slam dell'anno, il Roland Garros, dove disputa un buon torneo: raggiunge difatti il terzo turno superando la connazionale Kateryna Kozlova e Ekaterina Makarova.
Due settimane dopo, al primo torneo dell'anno giocato sull'erba, ritrova la semifinale a 's-Hertogenbosch dove si arrende alla futura vincitrice Anett Kontaveit. Dopo due primi turni a Birmingham e Eastbourne, raggiunge a Wimbledon i sedicesimi di finale. Quest'ultima prestazione, a oggi la sua migliore ai Championship, le permette di issarsi fino al 29º posto, suo best ranking. Sul veloce americano conquista come miglior risultato i quarti di finale a Stanford; agli US Open non riesce a bissare la prestazione dell'anno precedente, venendo sconfitta al primo turno dalla belga Yanina Wickmayer. L'ultimo torneo della stagione a cui prende parte è Mosca, dove viene estromessa nuovamente ai quarti di finale per mano di Julia Görges con il punteggio di 6-3 6-4.

### 2018: Quarto titolo WTA, quarti di finale agli US Open e ottavi al Roland Garros

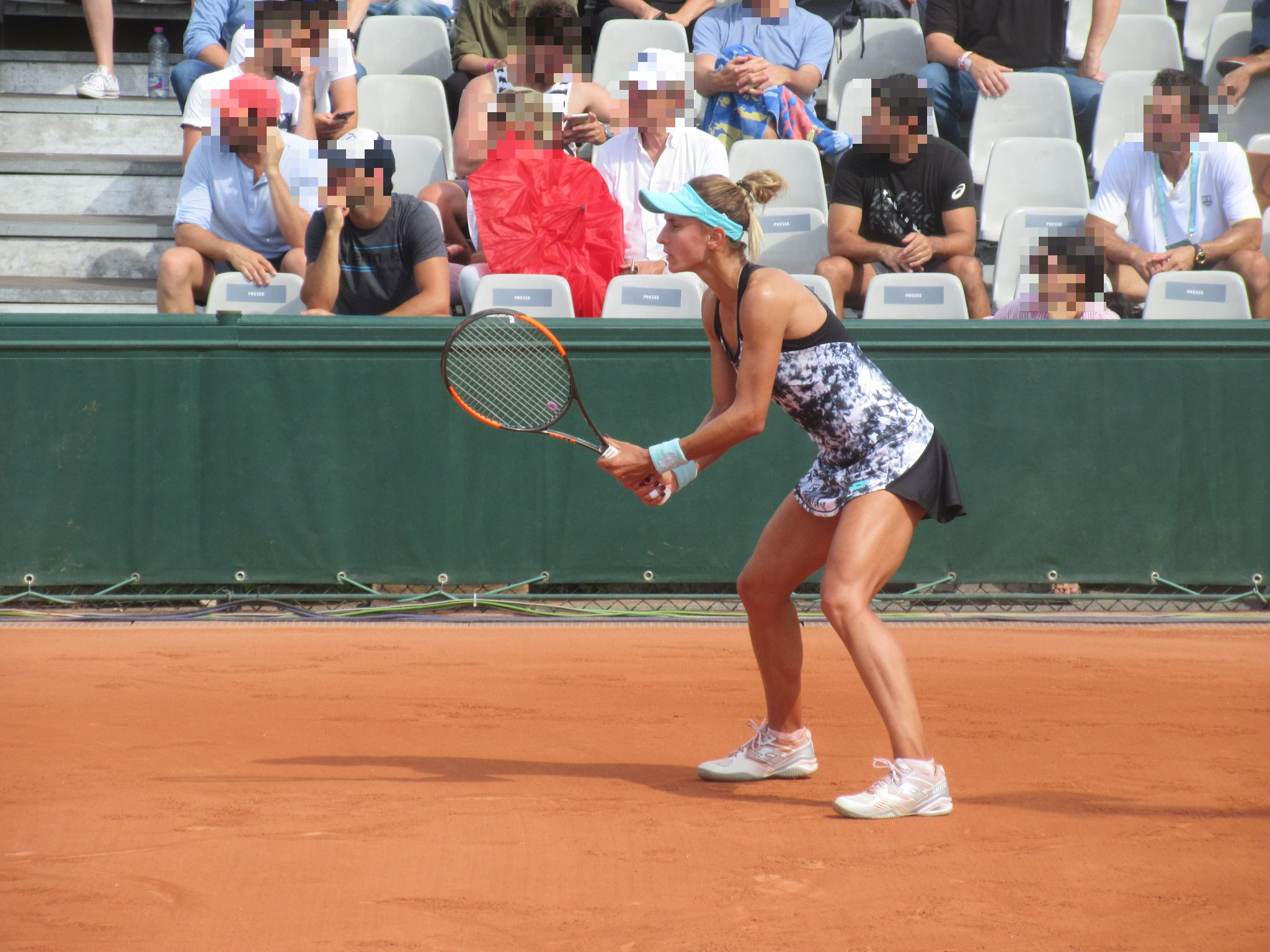
Lesja nel 2018

Dopo essere stata sconfitta al secondo turno da Kaia Kanepi a Brisbane, difende la semifinale ottenuta l'anno precedente a Hobart. In questo caso viene sconfitta dalla sorpresa del torneo, la rumena Mihaela Buzărnescu, con un doppio 6-2. Agli Australian Open cede al secondo turno contro Agnieszka Radwańska per 6-3 5-7 3-6; durante il corso del match l'ucraina si è ritrovata ad essere a due punti dalla vittoria nel secondo set. Viene poi superata al primo turno nei tornei di Doha e Dubai. Il 3 marzo conquista il quarto titolo WTA in carriera, per la seconda volta consecutiva ad Acapulco. Successivamente affronta un periodo di risultati negativi perdendo al primo nei tornei di Indian Wells, Miami, Madrid e Roma.
Raggiunge invece a inizio giugno, per la seconda volta in carriera, gli ottavi di finale in una prova del Grande Slam, più precisamente all'Open di Francia, dove è costretta a ritirarsi a causa di un infortunio dopo appena due giochi nel match contro Garbiñe Muguruza, futura semifinalista. La stagione sulla terra è stabile. Nel torneo di Birmingham raggiunge il quarto di finale superando Heather Watson per 7-6 7-5 e Dar'ja Kasatkina, sesta testa di serie, per 1-6 6-3 6-3, prima di venire sconfitta per il ritiro contro Barbora Strýcová sul punteggio di 5-7 0-3. Nello Slam londinese estromette al primo turno Tímea Babos per 7-5 6-2, per poi venire sconfitta nuovamente da Strýcová per 1-6 4-6. Nel torneo canadese a Toronto si ritira contro Carla Suárez Navarro, futura finalista, nel secondo turno sul punteggio di 4-6 2-3. A Cincinnati raggiunge sorprendentemente i quarti di finali superando, tra le altre, Garbiñe Muguruza, nº 7 del mondo, per 2-6 6-4 6-4. Nei quarti di finale viene sconfitta in due facili set dalla numero 1 del mondo, Simona Halep.
Prende parte agli US Open dove estromette Alison Van Uytvanck per 6-3 6-2 e, la numero 2 del mondo, Caroline Wozniacki, per 6-4 6-2. Nel terzo turno sconfigge anche la giovane ceca Kateřina Siniaková, contro la quale si impone per 6-4 6-0. La vittoria in rimonta per 6(5)–7 7-5 6-2 su Markéta Vondroušová le permette di spingersi fino ai quarti di finale. Qui incontra Naomi Ōsaka, futura campionessa, che le infligge un severo 1-6 1-6. Grazie ai punti ottenuti raggiunge la posizione nº 26 del ranking, suo nuovo best ranking. Nel torneo di Wuhan viene estromessa da Dar'ja Kasatkina per 4-6 5-7 nel primo turno, mentre a Pechino viene sconfitta al secondo turno da Julia Görges per 4-6 6-2 2-2 a causa del ritiro della stessa Curenko. In Russia, a Mosca, viene eliminata nuovamente da Kasatkina con il punteggio di 4-6 6-7.

### 2019: prima finale Premier, best ranking e infortunio
Partecipa al torneo di Brisbane, dove raggiunge la quinta finale WTA in carriera. L'ucraina elimina in ordine Kimberly Birrell per 6-4 6-3; Mihaela Buzărnescu per 6-0 6-2; Anett Kontaveit per 7-5 6-3; Naomi Ōsaka, numero quattro del mondo, per 6-2 6-4. La finale la vede opposta a un'altra top ten, Karolína Plíšková, contro la quale perde in rimonta per 6-4 5-7 2-6. Grazie a questo risultato raggiunge la posizione nº24 in classifica, suo best ranking. Agli Australian Open delude le aspettative, perdendo al secondo turno contro Amanda Anisimova (0-6 2-6). Sia a Doha che a Dubai la sua corsa è interrotta da Simona Halep: mentre in Qatar si ferma al secondo turno negli Emirati riesce a issarsi agli ottavi. Arriva agli ottavi anche a Indian Wells, dove cede ad Aryna Sabalenka.
La stagione su terra non regala soddisfazioni nei primi tre impegni: perde all'esordio a Stoccarda, Madrid e Roma, senza vincere un singolo set. Al Roland Garros si riprende, riuscendo a vincere su Bouchard (6-2 6-2) e Krunic (5-7 7-5 11-9) e cedendo solo ad Halep (2-6 1-6).
Sull'erba ottiene come migliori risultati due secondi turni a 's-Hertogenbosch e Eastbourne. Chiude la stagione a Washington, con una sconfitta al secondo turno contro Dijas.
L'ucraina è costretta a saltare la parte finale di stagione a causa di un infortunio al polso: questo comporta una discesa nel ranking fino al 70º posto in classifica.

### 2020
Curenko inizia l'anno perdendo i punti della finale di Brisbane colta nel 2019: questo la fa uscire dalle prime cento del mondo, evento che non si verificava dal 2014. L'inizio di stagione non porta buoni risultati all'ucraina, che esce subito a Shenzhen e agli Australian Open. In seguito giunge in finale all'ITF di Il Cairo, dove perde da Begu in tre set. Dopo non avere superato le qualificazioni per il Premier di Doha Curenko riesce a raggiungere la semifinale del WTA 125K di Indian Wells, dove si arrende nuovamente alla romena Begu, stavolta in due set.
Da marzo ad agosto il mondo del tennis è costretto a fermarsi a causa della pandemia mondiale di COVID-19, che porta all'annullamento di tutti i tornei previsti (Wimbledon compreso) e al rinvio dei giochi olimpici di Tokyo al 2021.
L'ucraina riprende a competere al WTA di Praga, dove parte dalle qualificazioni: le passa battendo Dodin, Palicová e Frech. Nel tabellone principale, vince il match d'esordio contro la nº27 del mondo Aleksandrova (6-2 6-4) prima di ritirarsi prima del match di secondo turno contro Bogdan. In seguito decide di non intraprendere la trasferta americana, saltando gli US Open. Termina la stagione non centrando il tabellone principale del Roland Garros.
Chiude l'anno al nº137 del mondo: non chiudeva fuori dalle prime cento del ranking dal 2012.

### 2021
Dopo un'uscita all'esordio al Gippsalnd Trophy, Curenko manca la qualificazione al main draw dell'Australian Open: non le era mai successo in carriera. Si qualifica per i tabelloni principali di Dubai e Monterrey, ma in entrambi i casi si arrende al primo turno. Come successo nel 2020, anche nel 2021 non passa il tabellone cadetto del Roland Garros. Non va meglio a Wimbledon, dove si ferma al secondo turno del torneo di qualificazione.
A Cluj-Napoca, l'ucraina centra il primo successo in stagione in un main-draw WTA, sconfiggendo la n°5 del seeding Ruse in due set; nel match di secondo round, tuttavia, è costretta al ritiro contro la qualificata Seone Mendez. Come accaduto anche negli altri tre slam annuali, Curenko non riesce ad approdare nemmeno nel tabellone principale dello US Open, perdendo da Anna Karolína Schmiedlová.
Lesja riesce a riprendersi nel finale di stagione: centra il secondo turno partendo dalle qualificazioni a Nur-Sultan, Linz e nel '500' di Mosca, per poi cogliere il primo e unico quarto di finale stagionale al Transylvanian Open, dove si arrende a Rebecca Peterson in tre set.
Termina la stagione al n°119 del mondo, senza mai essere riuscita e rientrare nella top-100 nel corso dell'anno.

### 2022
Curenko riesce a qualificarsi per il main-draw dell'Australian Open, battendo Raina, Muhammad e Avanesjan; al primo turno, cede di schianto alla futura campionessa del torneo e n°1 del pianeta Ashleigh Barty, che le concede solo un game. Dopo non essersi qualificata per il tabellone principale di Indian Wells, viene ripescata come lucky loser a Miami, dove si arrende a Putinceva (3-6 6-4 5-7). A Istanbul, passa le qualificazioni e batte Schmiedlová, prima di essere costretta al ritiro contro Tomljanović. Al Roland Garros riesce a qualificarsi per il tabellone principale, ma è nuovamente sfortunata nel sorteggio: per il secondo slam consecutivo, è abbinata al primo turno alla n°1 del mondo, Iga Świątek, che le lascia solo due games.
Sull'erba, dopo non aver passato le qualificazioni a Birmingham, prende parte al torneo '500' di Eastbourne: l'ucraina batte Birrell e Watson, accedendo al main-draw; al primo turno, ha la meglio su Camila Osorio mentre, al secondo round, estromette in rimonta Elena Rybakina (1-6 7-5 6-3). Agli ottavi, prevale in tre set su Magda Linette, centrando il primo quarto WTA stagionale. Nel match valevole per la semifinale, non scende in campo contro Beatriz Haddad Maia. Subito dopo, partecipa al torneo di Wimbledon: all'esordio, elimina in due set Jodie Burrage; al secondo turno, vince il derby contro Anhelina Kalinina, tornando in un terzo turno slam per la prima volta dal 2019; nella circostanza, si arrende a Jule Niemeier. Grazie al risultato, rientra in top-100.
A Budapest, Lesja raggiunge il primo quarto stagionale su terra, dove è costretta al ritiro contro Putinceva. Allo US Open, esce di scena immediatamente contro Paula Badosa.
Termina l'anno al n°130 del mondo.

### 2023: 6° finale WTA e rientro in top-40
Curenko inizia l'anno all'Australian Open: passa le qualificazioni per poi cedere al primo turno a Karolína Muchová. In febbraio, prende parte al torneo di Hua Hin: dopo due successi in tre set su Bonaventure e Kalinskaja, nei quarti lascia due giochi a Tatjana Maria, approdando alla sua prima semifinale WTA dal 2019; nel penultimo atto, approfitta del ritiro della prima testa di serie del torneo Bianca Andreescu, accedendo alla 6ª finale WTA, la prima in 4 anni. Nel match valevole per il titolo, l'ucraina cede il passo a Zhu Lin, con lo score di 4-6 4-6.
Si qualifica per i main-draw di Merida e Monterrey: in entrambi i match di primo turno, è costretta al ritiro. Passa le qualificazioni ad Indian Wells; nel tabellone principale, riesce a prendersi la rivincita su Zhu (6-4 6-3) per poi battere la n°23 del mondo Vekić in tre parziali. Al terzo turno, è costretta al walkover contro la n°2 del mondo Aryna Sabalenka. Anche a Miami supera il tabellone cadetto, ma al primo turno viene estromessa da Leylah Fernandez.
Su terra, esce al secondo turno a Charleston (contro Jabeur) e riesce ad arrivare al terzo turno a Madrid, grazie alle vittorie su Bronzetti e la n°25 del seeding Teichmann; al terzo turno, viene eliminata da Dar'ja Kasatkina. Anche a Roma si spinge fino al terzo turno, dove viene fermata dalla n°1 del mondo Iga Świątek. Al Roland Garros, l'ucraina riesce a sconfiggere la campionessa dell'edizione 2021 Barbora Krejčíková all'esordio, con lo score di 6-2 6-4; al secondo round, approfitta del ritiro di Lauren Davis dopo aver incamerato il primo set. Al terzo turno, rifila un duplice 6-1 all'ex top-5 Andreescu, tornando in un ottavo di finale slam per la prima volta dal 2018. Nella circostanza, è costretta a ritirarsi sotto 1-5 nel primo parziale contro Świątek. Grazie all'ottima stagione su terra, Curenko rientra tra le prime 50 del mondo.
Su erba, dopo non essersi qualificata per il main-draw di Birmingham, prende parte al torneo di Wimbledon: al primo turno, batte Claire Liu; al secondo round, si sbarazza di Katerína Siniaková, approdando al terzo turno. Nella circostanza, vince una partita estenuante di oltre tre ore contro la romena Bogdan con lo score di 4-6 6-3 7-6(18), annullando cinque match point nel tie-break decisivo, il più lungo della storia slam femminile. Curenko riesce così ad approdare agli ottavi dei Championships per la prima volta in carriera: nel match valevole per i quarti, viene estromessa da Jessica Pegula in due set.
Sul cemento americano, ottiene il secondo turno agli US Open, superata da Aleksandrova.
Nella trasferta asiatica, non va oltre il secondo round a Pechino. A Zhengzhou, dopo essersi qualificata per il main-draw, approda ai quarti eliminando Šnaider e Vekić; tra le ultime otto, è costretta al ritiro contro Krejčíková dopo aver ceduto il primo set. Nel frattempo, l'ucraina risale ancora nel ranking, rientrando in top-40 per la prima volta in quattro anni.
A Monastir, Lesja coglie la seconda semifinale di stagione, dove si arrende alla testa di serie n°1 Jasmine Paolini (2-6 6-4 2-6).

## Statistiche WTA

### Singolare

#### Vittorie (4)
| Legenda               | Legenda      |
| --------------------- | ------------ |
| Grande Slam (0)       |              |
| Ori Olimpici (0)      |              |
| WTA Finals (0)        |              |
| WTA Elite Trophy (0)  |              |
| Dal 2009 al 2020      | Dal 2021     |
| Premier Mandatory (0) | WTA 1000 (0) |
| Premier 5 (0)         | WTA 1000 (0) |
| Premier (0)           | WTA 500 (0)  |
| International (4)     | WTA 250 (0)  |

| N. | Data              | Torneo                                       | Superficie | Avversaria in finale | Punteggio        |
| 1. | 26 luglio 2015    | TEB BNP Paribas İstanbul Cup, Istanbul       | Cemento    | Urszula Radwańska    | 7-5, 6-1         |
| 2. | 24 settembre 2016 | Guangzhou International Women's Open, Canton | Cemento    | Jelena Janković      | 6-4, 3-6, 6-4    |
| 3. | 4 marzo 2017      | Abierto Mexicano Telcel, Acapulco            | Cemento    | Kristina Mladenovic  | 6-1, 7-5         |
| 4. | 3 marzo 2018      | Abierto Mexicano Telcel, Acapulco (2)        | Cemento    | Stefanie Vögele      | 5-7, 7-6(2), 6-2 |

#### Sconfitte (2)
| Legenda               | Legenda      |
| --------------------- | ------------ |
| Grande Slam (0)       |              |
| Argenti Olimpici (0)  |              |
| WTA Finals (0)        |              |
| WTA Elite Trophy (0)  |              |
| Dal 2009 al 2020      | Dal 2021     |
| Premier Mandatory (0) | WTA 1000 (0) |
| Premier 5 (0)         | WTA 1000 (0) |
| Premier (1)           | WTA 500 (0)  |
| International (0)     | WTA 250 (1)  |

| N. | Data            | Torneo                           | Superficie | Avversaria in finale | Punteggio     |
| 1. | 6 gennaio 2019  | Brisbane International, Brisbane | Cemento    | Karolína Plíšková    | 6-4, 5-7, 2-6 |
| 2. | 5 febbraio 2023 | Thailand Open, Hua Hin           | Cemento    | Zhu Lin              | 4-6, 4-6      |

## Statistiche ITF

### Singolare

#### Vittorie (6)
| Torneo $100.000 (0) |
| Torneo $80.000 (0)  |
| Torneo $75.000 (0)  |
| Torneo $60.000 (0)  |
| Torneo $50.000 (0)  |
| Torneo $25.000 (4)  |
| Torneo $15.000 (0)  |
| Torneo $10.000 (2)  |

| N. | Data              | Torneo                                      | Superficie    | Avversaria in finale | Punteggio     |
| 1. | 4 maggio 2008     | ITF Women's Circuit Adana, Adana            | Terra rossa   | Vivian Segnini       | 4-6, 6-1, 6-1 |
| 2. | 19 ottobre 2008   | Sapronov-tennis Kharkiv Ladies Cup, Charkiv | Sintetico (i) | Elina Gasanova       | 6-3, 6-1      |
| 3. | 12 novembre 2010  | ITF Women's Circuit Minsk, Minsk            | Cemento (i)   | Richèl Hogenkamp     | 6-3, 6-2      |
| 4. | 25 settembre 2011 | Batumi Open, Batumi                         | Terra rossa   | Réka Luca Jani       | 7-6(3), 6-3   |
| 5. | 6 novembre 2011   | Republican Girls, Istanbul                  | Cemento (i)   | Irina Chromačëva     | 6-1, 7-5      |
| 6. | 20 novembre 2011  | Slovak Open, Bratislava                     | Cemento (i)   | Karolína Plíšková    | 7-5, 6-3      |

#### Sconfitte (7)
| Torneo $100.000 (2) |
| Torneo $80.000 (0)  |
| Torneo $75.000 (0)  |
| Torneo $60.000 (0)  |
| Torneo $50.000 (1)  |
| Torneo $25.000 (3)  |
| Torneo $15.000 (0)  |
| Torneo $10.000 (1)  |

| N. | Data              | Torneo                                        | Superficie  | Avversaria in finale | Punteggio        |
| 1. | 9 settembre 2007  | ITF Women's Circuit Baku, Baku                | Terra rossa | Tinatin Kavlašvili   | 3–6, 4–6         |
| 2. | 14 febbraio 2010  | Salk Ladies, Stoccolma                        | Cemento (i) | Oxana Ljubcova       | 4–6, 5–7         |
| 3. | 7 marzo 2010      | Pavlov Cup, Minsk                             | Cemento (i) | Anna Lapuščenkova    | 1–6, 6–3, 6(2)–7 |
| 4. | 3 aprile 2011     | City of Ipswich Tennis International, Ipswich | Terra rossa | Sally Peers          | 7–5, 5–7, 0–6    |
| 5. | 30 settembre 2012 | Telavi Open, Telavi                           | Terra rossa | Elina Svitolina      | 1–6, 2–6         |
| 6. | 3 agosto 2014     | Vancouver Open, Vancouver                     | Cemento     | Jarmila Wolfe        | 6–3, 2–6, 6(3)–7 |
| 7. | 16 febbraio 2020  | Zed Tennis Open, Il Cairo                     | Cemento     | Irina-Camelia Begu   | 4-6, 6-3, 2-6    |

### Doppio

#### Vittorie (8)
| Torneo $100.000 (1) |
| Torneo $80.000 (0)  |
| Torneo $75.000 (0)  |
| Torneo $60.000 (0)  |
| Torneo $50.000 (3)  |
| Torneo $25.000 (4)  |
| Torneo $15.000 (0)  |
| Torneo $10.000 (0)  |

| N. | Data              | Torneo                                               | Superficie    | Compagna                | Avversarie in finale                       | Punteggio           |
| 1. | 7 settembre 2008  | TEAN International, Alphen aan den Rijn              | Terra rossa   | Florencia Molinero      | Darija Jurak Vojislava Lukić               | 4-6, 7-5, [10-7]    |
| 2. | 20 settembre 2008 | Karshi Womens, Karshi                                | Cemento       | Ima Bohuš               | Albina Khabibulina Alexandra Kolesnichenko | 6-3, 6-1            |
| 3. | 25 ottobre 2008   | Gubernator Cup, Podol'sk                             | Sintetico (i) | Anastasija Poltorackaya | Ima Bohuš Dar'ja Kustova                   | 7-6(7), 1-6, [10-3] |
| 4. | 5 aprile 2009     | ITF Women's Circuit Khanty-Mansiysk, Chanty-Mansijsk | Sintetico (i) | Ksenija Milevskaja      | Oksana Kalašnikova Valerija Savinych       | 6-2, 6-3            |
| 5. | 3 maggio 2009     | Soweto Open, Johannesburg                            | Cemento       | Naomi Cavaday           | Kristína Kučová Anastasija Sevastova       | 6-2, 2-6, [11-9]    |
| 6. | 23 maggio 2009    | Sapronov-tennis Kharkiv Ladies Cup, Charkiv          | Terra rossa   | Ksenija Milevskaja      | Ljudmyla Kičenok Nadežda Kičenok           | 6-4, 6-4            |
| 7. | 14 febbraio 2010  | Salk Ladies, Stoccolma                               | Cemento (i)   | Ksenija Milevskaja      | Nikola Hofmanová Yvonne Meusburger         | 6-4, 7-5            |
| 8. | 15 agosto 2010    | Tatarstan Open, Kazan'                               | Cemento       | Kacjaryna Dzehalevič    | Albina Khabibulina Ksenia Palkina          | 6-2, 6-3            |

#### Sconfitte (8)
| Torneo $100.000 (0) |
| Torneo $80.000 (0)  |
| Torneo $75.000 (0)  |
| Torneo $60.000 (0)  |
| Torneo $50.000 (4)  |
| Torneo $25.000 (2)  |
| Torneo $15.000 (0)  |
| Torneo $10.000 (2)  |

| N. | Data             | Torneo                                      | Superficie  | Compagna                | Avversarie in finale                  | Punteggio        |
| 1. | 8 settembre 2007 | ITF Women's Circuit Baku, Baku              | Terra rossa | Kateryna Jergina        | Vasilisa Davjdova Avgusta Cjbjšëva    | 5–7, 6–4, [7–10] |
| 2. | 28 giugno 2008   | Breda Future, Breda                         | Terra rossa | Ima Bohuš               | Daniëlle Harmsen Renée Reinhard       | w/o              |
| 3. | 26 luglio 2008   | Sapronov-tennis Kharkiv Ladies Cup, Charkiv | Terra rossa | Kristina Antonijčuk     | Mihaela Buzărnescu Oksana Kalašnikova | 1–6, 4–6         |
| 4. | 15 novembre 2008 | MTB Bank, Minsk                             | Cemento (i) | Anastasija Poltorackaya | Alisa Klejbanova Taccjana Pučak       | 1–6, 2–6         |
| 5. | 8 maggio 2010    | ITF Jounieh Open, Jounieh                   | Terra rossa | Ksenija Milevskaja      | Petra Cetkovská Renata Voráčová       | 4–6, 2–6         |
| 6. | 5 giugno 2010    | RC Sport Trophy, Brno                       | Terra rossa | Dar'ja Kustova          | Carmen Klaschka Laura Siegemund       | w/o              |
| 7. | 7 maggio 2011    | I. ČLTK Prague Open, Praga                  | Terra rossa | Ol'ha Savčuk            | Dar'ja Kustova Arina Rodionova        | 6–2, 1–6, [7–10] |
| 8. | 31 marzo 2012    | Oaks Club Challenger, Osprey                | Terra verde | Aleksandra Panova       | Lindsay Lee-Waters Megan Moulton-Levy | 6–2, 4–6, [7–10] |

## Vittorie contro giocatrici Top 10
| Stagione | 2015 | 2016 | 2017 | 2018 | 2019 | 2020 | 2021 | 2022 | 2023 | 2024 | Totale |
| Vittorie | 5    | 0    | 0    | 2    | 1    | 0    | 0    | 0    | 0    | 1    | 9      |

| #    | Giocatrice           | Ranking | Evento                            | Superficie | Turno | Punteggio        | Rank. LTR |
| ---- | -------------------- | ------- | --------------------------------- | ---------- | ----- | ---------------- | --------- |
| 2015 |                      |         |                                   |            |       |                  |           |
| 1.   | Andrea Petković      | 10      | Indian Wells Open, Indian Wells   | Cemento    | 2T    | 6-3, 4-6, 6-4    | 85        |
| 2.   | Eugenie Bouchard     | 7       | Indian Wells Open, Indian Wells   | Cemento    | 4T    | 6(5)-7, 7-5, 6-4 | 85        |
| 3.   | Garbiñe Muguruza (1) | 9       | Canadian Open, Toronto            | Cemento    | 2T    | 7-5, 6-1         | 54        |
| 4.   | Karolína Plíšková    | 8       | New Haven Open at Yale, New Haven | Cemento    | QF    | 6-2, 6-2         | 46        |
| 5.   | Lucie Šafářová       | 6       | US Open, New York                 | Cemento    | 1T    | 6-4, 6-1         | 37        |
| 2018 |                      |         |                                   |            |       |                  |           |
| 6.   | Garbiñe Muguruza (2) | 9       | Cincinnati Open, Cincinnati       | Cemento    | 2T    | 2-6, 6-4, 6-4    | 44        |
| 7.   | Caroline Wozniacki   | 2       | US Open, New York                 | Cemento    | 2T    | 6-4, 6-2         | 36        |
| 2019 |                      |         |                                   |            |       |                  |           |
| 8.   | Naomi Ōsaka          | 5       | Brisbane International, Brisbane  | Cemento    | SF    | 6-2, 6-4         | 27        |
| 2024 |                      |         |                                   |            |       |                  |           |
| 9.   | Ons Jabeur           | 6       | Qatar Ladies Open, Doha           | Cemento    | 2T    | 6-3, 6-2         | 37        |

## Risultati in progressione
| Sigla | Risultato               |
| ----- | ----------------------- |
| V     | Vincitore               |
| F     | Finalista               |
| SF    | Semifinalista           |
| O     | Oro olimpico            |
| A     | Argento olimpico        |
| SF    | Bronzo olimpico         |
| QF    | Quarti di Finale        |
| 4T    | Quarto turno            |
| 3T    | Terzo turno             |
| 2T    | Secondo turno           |
| 1T    | Primo turno             |
| RR    | Round Robin             |
| LQ    | Turno di qualificazione |
| A     | Assente                 |
| ND    | Non disputato           |

| Legenda superfici    |
| -------------------- |
| Cemento              |
| Terra battuta        |
| Erba                 |
| Superficie variabile |

### Singolare
| Torneo                 | 2010 | 2011 | 2012 | 2013 | 2014 | 2015 | 2016 | 2017 | 2018 | 2019 | 2020 | 2021 | 2022 | 2023 | V–S   |
| ---------------------- | ---- | ---- | ---- | ---- | ---- | ---- | ---- | ---- | ---- | ---- | ---- | ---- | ---- | ---- | ----- |
| Tornei del Grande Slam |      |      |      |      |      |      |      |      |      |      |      |      |      |      |       |
| Australian Open        | A    | 2T   | 2T   | 3T   | 1T   | 1T   | 1T   | 1T   | 2T   | 2T   | 1T   | Q3   | 1T   | 1T   | 6–12  |
| Open di Francia        | Q2   | Q1   | 1T   | 1T   | Q2   | 1T   | 1T   | 3T   | 4T   | 3T   | Q1   | Q1   | 1T   | 4T   | 10–9  |
| Wimbledon              | Q1   | 1T   | 1T   | 2T   | 2T   | 2T   | 1T   | 3T   | 2T   | 1T   | ND   | Q3   | 3T   | 4T   | 11–11 |
| US Open                | Q1   | Q1   | 1T   | 1T   | 1T   | 2T   | 4T   | 1T   | QF   | A    | A    | Q2   | 1T   | 2T   | 9–9   |
| Vittorie-sconfitte     | 0–0  | 1–2  | 1–4  | 3–4  | 1–3  | 2–4  | 3–4  | 4–4  | 9–4  | 3-3  | 0-1  | 0-0  | 2-4  | 7-4  | 36–41 |

### Doppio
| Torneo                 | 2010 | 2011 | 2012 | 2013 | 2014 | 2015 | 2016 | 2017 | 2018 | 2019 | 2020 | 2021 | 2022 | 2023 | V–S  |
| ---------------------- | ---- | ---- | ---- | ---- | ---- | ---- | ---- | ---- | ---- | ---- | ---- | ---- | ---- | ---- | ---- |
| Tornei del Grande Slam |      |      |      |      |      |      |      |      |      |      |      |      |      |      |      |
| Australian Open        | A    | A    | A    | A    | 1T   | A    | A    | A    | A    | A    | A    | A    | A    | A    | 0–1  |
| Open di Francia        | A    | A    | 1T   | 1T   | A    | 1T   | A    | 1T   | 1T   | A    | A    | A    | A    | A    | 0–5  |
| Wimbledon              | A    | A    | A    | A    | A    | A    | 1T   | 3T   | A    | 2T   | ND   | A    | A    | A    | 3–3  |
| US Open                | A    | A    | A    | A    | A    | 2T   | A    | A    | A    | A    | A    | A    | A    | A    | 1–1  |
| Vittorie-sconfitte     | 0–0  | 0–0  | 0–1  | 0–1  | 0–1  | 1-2  | 0-1  | 2–2  | 0–1  | 1-1  | 0-0  | 0-0  | 0-0  | 0-0  | 4–10 |